# آرینزو
آرینزو (به ایتالیایی: Arienzo) یک کومونه در ایتالیا است که در استان کسرتا واقع شده‌است.

## خصوصیات
آرینزو ۱۴ کیلومترمربع مساحت و ۵٬۲۶۲ نفر جمعیت دارد و ۷۰ متر بالاتر از سطح دریا واقع شده‌است.